# Jacquotte Delahaye

Bandera atribuida a Jacquotte Delahaye.

Jacquotte Delahaye (fl. 1656), fue una supuesta pirata del mar Caribe. Es mencionada junto con Anne Dieu-le-veut como una de las pocas mujeres piratas del siglo XVII. No existen evidencias del período que puedan acreditar que Delahaye fue una persona real. Las historias de sus hazañas son atribuidas a historias orales contadas de boca en boca y a Leon Treich, un escritor francés de ficción de la década de 1940.
Delahaye habría nacido en la colonia de Saint-Domingue, en la actual Haiti, siendo hija de padre francés y madre haitiana, por lo que hablaba francés. Su madre habría fallecido dando a luz a su hermano, que tendría algún desorden mental, por lo que éste estuvo a su cuidado luego de que su padre falleció. Según la leyenda y la tradición, se convirtió en pirata luego del asesinato de su padre.   
Jacquotte se convirtió en una heroína de guerra y para escapar de sus enemigos fingió su propia muerte y adoptó un alias masculino, viviendo como hombre durante muchos años. A su regreso, se hizo conocida como "Vuelta de la muerta roja", debido a su llamativo cabello pelirrojo.
Lideró un grupo de cientos de piratas, junto con los que tomó Tortuga, una pequeña isla caribeña en el año 1656, la cual fue conocida como "república filibustera". Años después, moriría en un tiroteo defendiendo la isla.
A pesar de que no existen documentos que acrediten que haya tenido hijos, supuestamente la tradición indica que tuvo una hija llamada Dinah Delahaye, que también era pelirroja igual que su madre. Al crecer dominó el uso de la espada y comandó una pequeña flota de barcos piratas.
Se desconocen fuentes contemporáneas que la mencionen ni relatos de primera mano sobre ella. Laura Sook Duncombe escribió: "Si Anne de Graaf tiene solo una pequeña posibilidad de haber existido realmente, Jacquotte Delahaye tiene una todavía más pequeña". El autor español Germán Vázquez Chamorro escribió en Mujeres piratas que era una creación literaria "agregada a la tradición del periodo bucanero para hacer a hombres despiadados más apetecibles para el lector moderno".